# Donato (Italie)
Pour les articles homonymes, voir Donato.
Donato est une commune de moins de 1000 habitants, située dans la province de Biella dans le Piémont en Italie.

## Administration
| Période                                  | Période  | Identité        | Étiquette | Qualité |
| ---------------------------------------- | -------- | --------------- | --------- | ------- |
| 14 juin 2004                             | En cours | Chiara Doleatti |           |         |
| Les données manquantes sont à compléter. |          |                 |           |         |

### Hameaux
- località: Ceresito, Casale, Lace;
- groupes de maisons (nuclei): Bosa, Grangia, Sacco, Ban, Molino, Losana, Ruscello, Praie, Pralungo, Raviale, Poneira, Montino, Serra, Cugnello, Roncasso, Piazzo, Faipian

### Communes limitrophes
Andrate, Chiaverano, Graglia, Mongrando, Netro, Sala Biellese, Settimo Vittone

## Personnalités liées à Donato
- Walter Fillak] (1920-1945), résistant